# Новоселица
Новосе́лица (укр. Новоселиця) — город в Черновицком районе Черновицкой области Украины. Административный центр Новоселицкой городской общины

## Географическое положение
Расположен на реке Прут в месте впадения в него речки Рокитна. Находится в 36 км от Черновцов.

## Население
На 1 января 2013 года численность населения составляла 7774 человек.
На 2024 год численность населения составляла 7222 человек.

### Языковой состав
Родной язык населения по данным переписи 2001 года:
| Язык       | Численность, чел. | Доля     |
| ---------- | ----------------- | -------- |
| Украинский | 4 528             | 54,92 %  |
| Молдавский | 2 741             | 33,25 %  |
| Русский    | 830               | 10,07 %  |
| Румынский  | 106               | 1,29 %   |
| Другое     | 39                | 0,47 %   |
| Итого      | 8 244             | 100,00 % |

В настоящее время украинский язык является официальным и основным языком города.

## История
Впервые упоминается в 1456 году под названием Шишковцы. С 1617 года известна как Новоселица. Находилась в составе Молдавского княжества. В 1715—1812 годах входила в Хотинскую нахие.
По Бухарестскому мирному договору 1812 года вошла в состав Российской империи.
В 1828 году, после урегулирования границы между Австрийской и Российской империями, поделена на австрийскую и российскую части по небольшому потоку, что тогда ответвлялся от речушки Рокитна и впадал в Прут (ныне его русло имеет совсем другой вид). В австрийскую Новоселицу вошло село Нижние Строешты, которое ранее было самостоятельной общиной. В Новоселице были открыты таможни: в 1817 году — в российской части (с 1814 года там действовал таможенный пункт), в 1847 году — в австрийской. В 1850 году была налажена паромная переправа через реку Прут. Со второй половины XIX века в Новоселице начала развиваться промышленность. В 1870 году работали паровая мельница, винокурня, маслобойня и два кожевенных завода. Дополнительным импульсом для развития Новоселицы стала прокладка железной дороги (в 1884 году Черновцы — Новоселица и в 1892 году Жмеринка — Новоселица), благодаря чему городок стал значимым транзитным пунктом.
Во время Первой мировой войны Новоселица стала ареной жестоких боев и была опустошена.
В ноябре 1917 года здесь была провозглашена Советская власть, но уже в феврале 1918 года Новоселица была оккупирована австро-венгерскими войсками, которые оставались здесь до ноября 1918 года. В ноябре 1918 года Новоселица была оккупирована румынскими войсками и включена в состав Румынии. Название города было изменено на Ноуа Сулица.
28 июня 1940 года Новоселица вошла в состав СССР и получила статус города. В ноябре 1940 года был создан Новоселицкий район и Новоселица стала райцентром.
В ходе Великой Отечественной войны 5 июля 1941 года был оккупирован немецко-румынскими войсками. В период оккупации всё еврейское население было уничтожено.
Освобождён 31 марта 1944 года войсками 1-го Украинского фронта в ходе Проскуровско-Черновицкой операции:
- 1-я танковая армия — передовой отряд 64-й гвардейской танковой бригады (подполковник Бойко Иван Никифорович) и передовой отряд 27-й гвардейской мотострелковой бригады (подполковник Кочур Сергей Иванович) 11-го гвардейского танкового корпуса (генерал-лейтенант танковых войск Гетман Андрей Лаврентьевич)[13].

14 декабря 1944 года здесь началось издание районной газеты на украинском и молдавском языках.
В 1954 году здесь действовали маслодельный завод, гипсовый завод, кирпичный завод, птицекомбинат, четыре средние школы, Дом культуры, две библиотеки, кинотеатр, парк культуры и отдыха, а также районная МТС.
В 1974 году здесь действовали завод железобетонных изделий, мебельная фабрика, ликёро-водочный завод, сыродельный завод, плодоконсервный завод, птицекомбинат, пищекомбинат и медицинское училище.
В 1982 году здесь действовали завод железобетонных изделий, мебельная фабрика, ликёро-водочный завод, маслосыродельный завод, овощеконсервный завод, птицекомбинат, пищевкусовая фабрика, райсельхозтехника, райсельхозхимия, комбинат бытового обслуживания, три общеобразовательные школы, музыкальная школа, художественная школа, спортивная школа, больница, Дом культуры, библиотека и два кинотеатра.
В январе 1989 года численность населения составляла 8384 человек, основой экономики города в это время являлись мебельная фабрика и предприятия пищевой промышленности.
Также, в советское время здесь было начато строительство мясокомбината. После провозглашения независимости Украины в городе были открыты гимназия и лицей.
В мае 1995 года Кабинет министров Украины утвердил решение о приватизации находившихся здесь сыродельного завода, птицекомбината, райсельхозхимии, в июле 1995 года было утверждено решение о приватизации ПМК № 152.
В 1997 году медицинское училище было реорганизовано в филиал Черновицкого государственного медицинского института.
В ходе административно-территориальной реформы в Украине, в 2020 году Новоселицкий район был упразднён, а город стал административным центром Новоселицкая городской общины Черновицкого района

## Экономика
Здесь действуют хлебоприёмное предприятие, птицекомбинат, ЗАО «Побут» и другие частные учреждения.

## Транспорт
Железнодорожная станция на линии Черновцы — Ларга

### Известные люди
- Боси-Кодряну, Николае (1885—?) — бессарабский политический и государственный деятель.
- Ехезкл Бронштейн (1897—1968) — американский еврейский поэт (идиш).
- Бенджамин Чарльз Грюнберг (1875—1965) — американский педагог, пионер научного образования в средних школах США.
- Алек Флегон (1924—2003) — британский издатель.
- Вольф Берграсер (1904—1986) — французский шахматист, гроссмейстер ИКЧФ.
- Чекан, Иеремия Федорович (1867—1941) — православный священник, журналист и политик из Бессарабии.